# Grand Prix Maďarska 2024
Grand Prix Maďarska 2024 (oficiálně Formula 1 Hungarian Grand Prix 2024) se jela na okruhu Hungaroring v Maďarsku dne 21. července 2024. Závod byl třináctým v pořadí v sezóně 2024 šampionátu Formule 1.

## Kvalifikace
Kvalifikace se uskutečnila 20. července 2024 v 16:00 místního času (UTC+2).
| Poř.                        | Č. | Jezdec           | Konstruktér                  | Časy v kvalifikaci | Časy v kvalifikaci | Časy v kvalifikaci | Pořadí na startu |
| Poř.                        | Č. | Jezdec           | Konstruktér                  | Q1                 | Q2                 | Q3                 | Pořadí na startu |
| --------------------------- | -- | ---------------- | ---------------------------- | ------------------ | ------------------ | ------------------ | ---------------- |
| 1                           | 4  | Lando Norris     | McLaren-Mercedes             | 1:17.755           | 1:15.540           | 1:15.227           | 1                |
| 2                           | 81 | Oscar Piastri    | McLaren-Mercedes             | 1:17.504           | 1:15.785           | 1:15.249           | 2                |
| 3                           | 1  | Max Verstappen   | Red Bull Racing-Honda RBPT   | 1:17.087           | 1:15.770           | 1:15.273           | 3                |
| 4                           | 55 | Carlos Sainz Jr. | Ferrari                      | 1:17.244           | 1:15.885           | 1:15.696           | 4                |
| 5                           | 44 | Lewis Hamilton   | Mercedes                     | 1:17.087           | 1:16.307           | 1:15.854           | 5                |
| 6                           | 16 | Charles Leclerc  | Ferrari                      | 1:17.437           | 1:15.891           | 1:15.905           | 6                |
| 7                           | 14 | Fernando Alonso  | Aston Martin Aramco-Mercedes | 1:17.624           | 1:16.117           | 1:16.043           | 7                |
| 8                           | 18 | Lance Stroll     | Aston Martin Aramco-Mercedes | 1:17.405           | 1:16.075           | 1:16.244           | 8                |
| 9                           | 3  | Daniel Ricciardo | RB-Honda RBPT                | 1:17.050           | 1:16.202           | 1:16.447           | 9                |
| 10                          | 22 | Júki Cunoda      | RB-Honda RBPT                | 1:17.436           | 1:16.121           | 1:16.477           | 10               |
| 11                          | 27 | Nico Hülkenberg  | Haas-Ferrari                 | 1:17.362           | 1:16.317           |                    | 11               |
| 12                          | 77 | Valtteri Bottas  | Kick Sauber-Ferrari          | 1:17.487           | 1:16.384           |                    | 12               |
| 13                          | 23 | Alexander Albon  | Williams-Mercedes            | 1:17.280           | 1:16.429           |                    | 13               |
| 14                          | 2  | Logan Sargeant   | Williams-Mercedes            | 1:17.770           | 1:16.543           |                    | 14               |
| 15                          | 20 | Kevin Magnussen  | Haas-Ferrari                 | 1:17.851           | 1:16.548           |                    | 15               |
| 16                          | 11 | Sergio Pérez     | Red Bull Racing-Honda RBPT   | 1:17.886           |                    |                    | 16               |
| 17                          | 63 | George Russell   | Mercedes                     | 1:17.968           |                    |                    | 17               |
| 18                          | 24 | Čou Kuan-jü      | Kick Sauber-Ferrari          | 1:18.037           |                    |                    | 18               |
| 19                          | 31 | Esteban Ocon     | Alpine-Renault               | 1:18.049           |                    |                    | 19               |
| 20                          | 10 | Pierre Gasly     | Alpine-Renault               | 1:18.166           |                    |                    | PL               |
| 107 % času vítěze: 1:22.443 |    |                  |                              |                    |                    |                    |                  |
| Zdroj:                      |    |                  |                              |                    |                    |                    |                  |

Poznámky
1. ↑  Pierre Gasly se kvalifikoval jako 20., musel ale odstartovat z pit lane z důvodu výměny komponent pohonné jednotky během parc fermé.
2. ↑  Jelikož se kvalifikace jela na mokré trati, nebylo pravidlo 107 % aktivní.

## Závod
Závod se uskutečnil 21. července 2024 v 15:00 místního času (UTC+2).
| Poř.                                                               | No. | Jezdec           | Konstruktér                  | Počet kol | Čas/Odstoupení | Start | Body |
| ------------------------------------------------------------------ | --- | ---------------- | ---------------------------- | --------- | -------------- | ----- | ---- |
| 1                                                                  | 81  | Oscar Piastri    | McLaren-Mercedes             | 70        | 1:38:01.989    | 2     | 25   |
| 2                                                                  | 4   | Lando Norris     | McLaren-Mercedes             | 70        | +2.141         | 1     | 18   |
| 3                                                                  | 44  | Lewis Hamilton   | Mercedes                     | 70        | +14.880        | 5     | 15   |
| 4                                                                  | 16  | Charles Leclerc  | Ferrari                      | 70        | +19.686        | 6     | 12   |
| 5                                                                  | 1   | Max Verstappen   | Red Bull Racing-Honda RBPT   | 70        | +21.349        | 3     | 10   |
| 6                                                                  | 55  | Carlos Sainz Jr. | Ferrari                      | 70        | +23.073        | 4     | 8    |
| 7                                                                  | 11  | Sergio Pérez     | Red Bull Racing-Honda RBPT   | 70        | +39.792        | 16    | 6    |
| 8                                                                  | 63  | George Russell   | Mercedes                     | 70        | +42.368        | 17    | 5    |
| 9                                                                  | 22  | Júki Cunoda      | RB-Honda RBPT                | 70        | +1:17.259      | 10    | 2    |
| 10                                                                 | 18  | Lance Stroll     | Aston Martin Aramco-Mercedes | 70        | +1:17.976      | 8     | 1    |
| 11                                                                 | 14  | Fernando Alonso  | Aston Martin Aramco-Mercedes | 70        | +1:22.460      | 7     |      |
| 12                                                                 | 3   | Daniel Ricciardo | RB-Honda RBPT                | 69        | +1 kolo        | 9     |      |
| 13                                                                 | 27  | Nico Hülkenberg  | Haas-Ferrari                 | 69        | +1 kolo        | 11    |      |
| 14                                                                 | 23  | Alexander Albon  | Williams-Mercedes            | 69        | +1 kolo        | 13    |      |
| 15                                                                 | 20  | Kevin Magnussen  | Haas-Ferrari                 | 69        | +1 kolo        | 15    |      |
| 16                                                                 | 77  | Valtteri Bottas  | Kick Sauber-Ferrari          | 69        | +1 kolo        | 12    |      |
| 17                                                                 | 2   | Logan Sargeant   | Williams-Mercedes            | 69        | +1 kolo        | 14    |      |
| 18                                                                 | 31  | Esteban Ocon     | Alpine-Renault               | 69        | +1 kolo        | 19    |      |
| 19                                                                 | 24  | Čou Kuan-jü      | Kick Sauber-Ferrari          | 69        | +1 kolo        | 18    |      |
| Ret                                                                | 10  | Pierre Gasly     | Alpine-Renault               | 33        | Hydraulika     | PL    |      |
| Nejrychlejší kolo: George Russell (Mercedes) – 1:20.305 (55. kolo) |     |                  |                              |           |                |       |      |
| Zdroj:                                                             |     |                  |                              |           |                |       |      |

Poznámky
1. ↑  Včetně bodu za nejrychlejší kolo.

## Průběžné pořadí po závodě
|        | Pořadí | Jezdec           | Body |
| ------ | ------ | ---------------- | ---- |
|        | 1      | Max Verstappen   | 265  |
|        | 2      | Lando Norris     | 189  |
|        | 3      | Charles Leclerc  | 162  |
|        | 4      | Carlos Sainz Jr. | 154  |
|        | 5      | Oscar Piastri    | 149  |
| Zdroj: |        |                  |      |

|        | Pořadí | Konstruktér                  | Body |
| ------ | ------ | ---------------------------- | ---- |
|        | 1      | Red Bull Racing-Honda RBPT   | 389  |
| 1      | 2      | McLaren-Mercedes             | 338  |
| 1      | 3      | Ferrari                      | 322  |
|        | 4      | Mercedes                     | 241  |
|        | 5      | Aston Martin Aramco-Mercedes | 69   |
| Zdroj: |        |                              |      |